# Judy Grahn
Judy Grahn (* 28. Juli 1940 in Chicago) ist eine US-amerikanische Autorin.

## Leben
Grahn wurde in Chicago geboren und lebt gegenwärtig in Kalifornien. Sie schreibt in englischer Sprache Gedichte und Romane. Grahn war Mitglied der Gay Women's Liberation Group, die erste lesbische feministische Organisation an der Westküste der Vereinigten Staaten, die sich 1969 gründete.
Die Organisation eröffnete einen Buchladen und einen Verlag The Women's Press Collective (WPC), der sich auf Bücher für Frauen spezialisierte. Der Verlag WPC begann 1969 in Oakland und bestand bis 1978. Zu den publizierten Büchern von WPC gehörten unter anderem A Woman is Talking to Death, Lesbians Speak Out und Edward the Dyke. 1990 wurde sie als Herausgeberin von Really Reading Gertrude Stein mit dem Lambda Literary Award ausgezeichnet.
Grahn ist die stellvertretende Direktorin der Programme Women's Spirituality MA sowie MFA in Creative Inquiry am New College of California. Grahn initiierte des Weiteren das akademische Journal Metaformia.

## Werke (Auswahl)
Poesie
- Edward the Dyke and Other Poems, 1971
- A Woman is Talking to Death, 1974
- She Who, 1977
- The Queen of Wands, 1982
- The Work of a Common Woman: Collected Poetry (1964-1977), 1984
- The Queen of Swords, 1990

Andere Publikationen umfassen u. a.
- Ella in a Square Apron, Along Highway 80, 1971
- Another Mother Tongue: Gay Words, Gay Worlds (1990 über die Geschichte der LGBT-Kultur) (erhielt den Stonewall Book Award)
- Blood, Bread, and Roses: How Menstruation Created the World, 1994
- Highest Apple: Sappho and the Lesbian Poetic Tradition, 1985
- Mundane's World, 1988